# Idioma mangbutu
Mangbutu es una lengua sudánica central del noreste de la República Democrática del Congo. sus hablantes, también son conocidos como Mangu-Ngutu, Mombuttu, Wambutu. Los 1.200 andinai están separados de otros hablantes mangbutu de lese; ellos hablan un dialecto distinto, al igual que la tribu Andali (dialecto Angwe).
Mangbutu se habla en el Territorio de Watsa.